# Baromètre des villes cyclables
Ne doit pas être confondu avec Baromètre cyclable.
Le Baromètre des villes cyclables (renommé Baromètre vélo en 2025) est une enquête nationale en ligne organisée tous les deux ans par la Fédération française des usagers de la bicyclette (FUB) pour évaluer l'indice de satisfaction des usagers du vélo en France.
À sa deuxième édition, il est devenu la plus importante contribution citoyenne au monde sur le vélo.

## Historique et objectifs
Jusqu'en 2016, la FUB décernait chaque année un « Guidon d'or » et un « Clou rouillé » à deux villes s'étant distinguées en plus ou moins bien dans les conditions de déplacement et la qualité des services pour les cyclistes urbains. Ces trophées étaient attribués d'après le vote en assemblée générale des représentants d'une partie des associations membres de la fédération, ce qui en limitait la visibilité et la portée.
|      | Guidon d'or                              | Clou rouillé                                                       |
| 2004 | Chambéry (Savoie)                        | SNCF Grandes Lignes (national)                                     |
| 2005 |                                          |                                                                    |
| 2006 | Grenoble Universités (Isère)             | Agglomération de Rouen (Seine-Maritime)                            |
| 2007 | Tournefeuille (Haute-Garonne)            |                                                                    |
| 2008 |                                          | Chamalières (Puy-de-Dôme)                                          |
| 2009 | Grenoble (Isère)                         | Toulon (Var)                                                       |
| 2010 | Clamart et Sceaux (Hauts-de-Seine)       | Conseil général de Seine-et-Marne (Seine-et-Marne)                 |
| 2011 | Chambéry métropole (Savoie)              | Saint-Avold (Moselle)                                              |
| 2012 | Blanquefort (Gironde)                    | Communauté d'agglomération de la Région Dieppoise (Seine-Maritime) |
| 2013 | Tours (Indre-et-Loire)                   | Communauté urbaine Marseille Provence Métropole (Bouches-du-Rhône) |
| 2014 | Communauté urbaine de Bordeaux (Gironde) | SNCF Gares & Connexions / Gare de Valence-Ville (Drôme)            |
| 2015 | Ploufragan (Côtes-d'Armor)               | Saint-Brieuc (Côtes-d'Armor)                                       |
| 2016 | Pont-Sainte-Maxence (Oise),              | Saint-Maur-des-Fossés (Val-de-Marne)                               |

En 2017 est créé le « baromètre des villes cyclables », qui a l'avantage de s'adresser à une population beaucoup plus vaste et représentative des usagers tout-venant — excluant toutefois les non-internautes —, en réduisant du même coup les voix des associations pro-vélo, accusées parfois de partialité ou de militantisme agressif par les élus lors de vélorutions, Park(ing ) Day ou autres actions de rue.
Ce baromètre français s'inspire du Fahrradklimatest (de) initié en Allemagne par la fédération Allgemeiner Deutscher Fahrrad-Club (ADFC ), un modèle qui avait fait ses preuves depuis 1988.
En dehors de la simple évaluation de terrain à un moment donné, l'objectif du baromètre est de mieux cerner les attentes de ceux qui font un peu, beaucoup ou pas encore de vélo, et de fournir des pistes d'amélioration aux collectivités, dont l'évolution sera évaluée par les éditions suivantes.

## Méthode
L'enquête est réalisée tous les deux ans à la même période sur la même durée, dix semaines en automne. Sur une échelle allant de 1 (le plus mauvais) à 6 (le meilleur), le questionnaire demande aux internautes de noter leur sentiment de sécurité à vélo en ville et en périurbain, le confort de déplacement, les aménagements cyclables (piste et bande cyclable, sas vélo, double-sens cyclable, cédez-le-passage cycliste au feu…) et les possibilités de stationnement, comme le nombre et les emplacements des arceaux à vélo ; d'autres éléments sont pris en compte, tels que la place allouée aux cycles dans les transports en commun, l'apaisement et les mesures de restriction de la circulation routière, avec notamment l'existence de vélorues et de zones de rencontre, la politique municipale de promotion du vélo comme mode de transport, la présence d'un vélociste ou d'un atelier solidaire et participatif d'auto-réparation et de recyclage, la location, le libre-service avec ou sans station, éventuellement de VAE, etc. Seules les villes ayant obtenu au moins 50 réponses sont qualifiées. Selon les notes obtenues, le classement va de “A+” (excellent) à “G” (très défavorable), avec des couleurs de vert à rouge identiques à celles des classes d'efficacité énergétique. La classe “D“ (jaune) — note 3,1 à 3,5 — correspond à la moyenne.

## Résultats

### Données chiffrées
Lors de la première édition en 2017, réalisée avec le soutien de l'European Cyclists’ Federation (ECF), du ministère de la Transition écologique et solidaire et de la Délégation à la sécurité routière, 110 009 réponses ont été transmises, et 316 communes ont été qualifiées, dont seulement 21 avec une note au-dessus de la moyenne (17 “C“ et 4 “B“). 8 % des répondants étaient non-cyclistes.
La seconde édition de 2019 a atteint un record mondial de participation citoyenne sur le vélo avec 184 483 réponses ; 768 communes ont été qualifiées, dont une seule atteignant la classe “A“, et 42 en classe “C“ ou “B“ ; 400 000 points noirs ont été recensés et géolocalisés en cartographie numérique.
L'enquête menée du 14 septembre au 30 novembre 2021 a vu une participation encore plus forte, avec 277 384 réponses et 1625 communes qualifiées.
La quatrième édition est lancée le 28 février 2025 et se conclura le 2 juin.

### Palmarès des villes
|      | Plus de 200 000 habitants                                   | 100 000 à 200 000 habitants                            | 50 000 à 100 000 habitants                                       | 20 000 à 50 000 habitants                                                       | Moins de 20 000 habitants                                      |
| 2017 | Strasbourg (B - 4,10) Nantes (C - 3,71) Bordeaux (D - 3,46) | Grenoble (C - 3,91) Dijon (D - 3,39) Angers (D - 3,36) | La Rochelle (C - 3,81) Chambéry (C - 3,73) Versailles (C - 3,66) | Illkirch-Graffenstaden (C - 3,88) Olivet (C - 3,70) Belfort (C - 3,67)          | Sceaux (B - 3,95) La Flèche (B - 3,92) Sélestat (C - 3,74)     |
| 2019 | Strasbourg (B - 4,02) Nantes (C - 3,55) Rennes (D - 3,46)   | Grenoble (B - 4,12) Angers (D - 3,38) Caen (D - 3,25)  | La Rochelle (B - 4,04) Chambéry (C - 3,76) Versailles (C - 3,64) | Illkirch-Graffenstaden (C - 3,70) Bourg-en-Bresse (C - 3,66) Belfort (C - 3,63) | Saint-Lunaire (A - 4,47) Séné (B - 4,23) Marseillan (B - 4,19) |

|                     | Grandes villes plus de 100 000 habitants                    | Villes moyennes 15 000 à 100 000 habitants                            | Petites villes 5 000 à 15 000 habitants                                      | Communes de banlieues > 3 500 habitants                              | Bourgs et villages < 5 000 habitants (sauf banlieues)                                            |
| Podium              | Grenoble (B - 4,21) Strasbourg (B - 4,18) Rennes (C - 3,74) | La Rochelle (B - 4,10) Bourg-en-Bresse (C - 3,87) Chambéry (C - 3,83) | Saint-Jean-de-Monts (A - 4,53) Val-de-Reuil (A - 4,47) Marseillan (A - 4,47) | Saint-Aubin-de-Médoc (A+ - 4,89) Le Teich (A - 4,54) Séné (A - 4,47) | La Tranche-sur-Mer (A+ - 4,64) Vieux-Boucau-les-Bains (A+ - 4,6) Bretignolles-sur-Mer (A - 4,53) |
| Meilleure évolution | Grenoble                                                    | Charleville-Mézières                                                  | Val-de-Reuil                                                                 | Saint-Aubin-de-Médoc                                                 | Jullouville                                                                                      |

### Ressenti et attentes des cyclistes
Il apparait que les villes ressenties comme les plus cyclables sont situées à l'Est (Alsace, Belfort, Grenoble, Chambéry, etc.) et à l'Ouest (Saint-Lunaire, Caen, Rennes, Nantes et toute la côte atlantique) alors que les villes de la côte méditerranéenne sont les moins bien notées. Ces différences sont en rapport avec une volonté politique locale de promotion du déplacement à vélo, souvent liée à l'attraction touristique pour les petites villes et les bourgs et villages, ou à la nécessité de réduire la circulation automobile pour les grandes villes. Une progression est observée en Île-de-France entre 2017 et 2019, notamment à Paris, qui passe en 4e position des grandes villes, mais régresse hors du top 10 en 2021. Le ressenti général est dominé de très loin par le sentiment d'insécurité routière. En 2017, 80 % des répondeurs estiment qu'il est important d'être séparé du trafic motorisé, 92 % que les vols de vélo sont fréquents, 89 % que les conditions ne permettent pas aux enfants ou aux personnes âgées de se déplacer en sécurité. Près de 80 % réclament un réseau cyclable complet et sans coupures et des itinéraires rapides et directs. Le stationnement des vélos en gare est jugé très insuffisant. En 2021, 64 % des personnes répondantes trouvent que les conditions pour l'usage du vélo sont mauvaises, 47,8 % estiment que depuis 2019 la situation est restée identique, 36,5 % qu'elle s'est améliorée et 15,8 % qu'elle s'est dégradée.

## Baromètre des villes marchables
Plusieurs associations affiliées à la FUB ont pour objectif le partage de la rue aussi bien en faveur des piétons que des cyclistes. « Rue de l'avenir » France, filleule de l'association homonyme suisse, ainsi que le CEREMA, s'emploient à informer et à étudier des solutions pour agir dans le domaine de la mobilité durable, tandis que des associations de piétons défendent la cause de ces usagers les plus faibles en contestant parfois des aménagements bien utiles aux cyclistes. Pour mieux cerner les demandes de tous les piétons et marcheurs, et pas seulement celles des associations, le collectif national « Place aux piétons » a organisé sur le modèle du baromètre des villes cyclables le « Baromètre des villes marchables », dont la première consultation a eu lieu du 6 décembre 2020 au 15 mars 2021, avec 43 267 réponses exploitables,.